# Nikostratos
Nikostratos – medioplatoński filozof z II wieku n.e. Ostro krytykował naukę Arystoteles zawartą w Kategoriach, za to, że nie odnosiła się do ponadzmysłowej sfery idei. Ten kierunek krytyki zostanie następnie podjęty przez Plotyna.